# Бедене, Аляж
Аляж Бедене (словен. Aljaž Bedene; род. 18 июля 1989 года в Любляне, СФРЮ) — словенский теннисист, с 2015 до 2017 года выступавший за Великобританию.

## Общая информация
Аляж — один из двух сыновей-близнецов Дарлен и Бранко Бедене; его брата зовут Андраж.
Братья в теннисе с семи лет, начав играть пластиковыми ракетками.
Любимое покрытие Аляжа — хард, лучший удар — подача.

## Спортивная карьера

### Начало карьеры
Профессиональную карьеру Аляж начал в 2009 году. В дебютном сезоне он смог выиграть пять титулов в одиночном и два в парном разряде на турнирах серии «фьючерс». В марте 2011 года выигрывает первый турнир из серии «челленджер» в Барлетте. В октябре того же года дебютирует в основных соревнованиях в рамках Мирового тура ATP, пробившись через квалификацию на турнир в Вене. В первом раунде тех соревнований он сумел победить теннисиста из Топ-100 Иво Карловича. За 2012 год смог выиграть четыре «челленджера»: в Касабланке, Барлетте, Кошице и Ухане. В том сезоне ему впервые удалось войти в Топ-100 мирового рейтинга. В октябре на турнире в Вене Бедене удалось пройти в четвертьфинал.
В начале 2013 году на турнире в Ченнае Аляж проходит уже в полуфинал и обыгрывает для этого в четвертьфинале Станисласа Вавринку, который на тот момент занимал 17-е место в мире. Также он дебютирует на турнире серии Большого шлема, сыграв на Открытом чемпионате Австралии, где в первом же раунде уступил. В мае он выиграл «челленджер» в Риме и сыграл на Открытом чемпионате Франции, где в первом раунде уступил игроку Топ-10 Жо-Вильфриду Тсонге. Также на старте он проигрывает и на Уимблдонском турнире. В июле Бедене выходит в четвертьфинал турнира в Умаге. На Открытом чемпионате США в первом раунде он проиграл россиянину Дмитрию Турсунову. В сентябре ему удается выиграть «челленджер» в Баня-Луке.

### 2014—2017

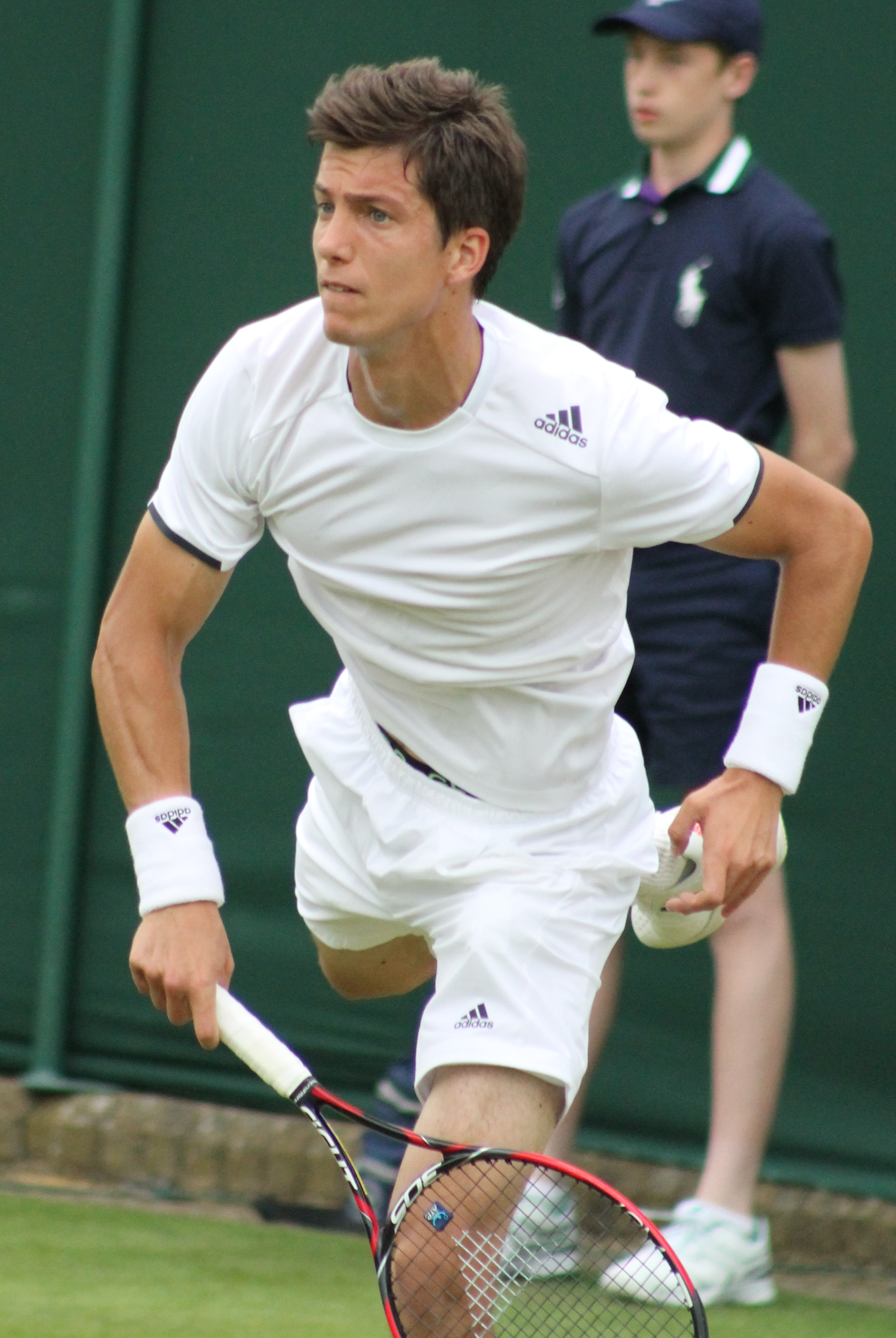
Бедене на Уимблдоне 2014 года

На старте 2014 года вновь играет в четвертьфинале турнира в Ченнае со Станисласом Вавринкой, но в отличие от прошлого года проигрывает швейцарцу. На Открытом чемпионате Австралии проигрывает в первом же раунде. Такой же результат у Бедене и на Уимблдонском турнире, куда он пробился через квалификацию. В июле он выиграл «челленджер» в Тоди. В январе 2015 года на турнире в Ченнае, куда он пробился пройдя квалификационный отбор, Бедене впервые в карьере выходит в финал соревнований ATP. На пути к нему он смог обыграть Лукаша Лацко, Фелисиано Лопеса, Гильермо Гарсию-Лопеса и Роберто Баутисту-Агута. В решающем матче за титул он встретился со Станисласом Варвинкой, с которым жребий его сводит на разных стадия местных соревнований третий год подряд; в итоге Аляж уступает швейцарцу — 3-6, 4-6. Пробившись через квалификацию на Открытый чемпионат Австралии, в первом раунде его соперником становится № 1 в мире Новак Джокович и словенец уступает, не оказав сербу сильного сопротивления, в трёх сетах. В апреле Бедене завершает оформление соглашения с LTA, принимая гражданство Великобритании, а на одном из первых турниров — на грунте в Касабланке — проходит отбор на местном соревновании основного тура и, в итоге, доходит до четвертьфинала. В мае Бедене выиграл «челленджер» в Риме.
На Открытом чемпионате Франции 2015 года он выбывает в первом раунде, а на Уимблдонском турнире смог пройти во второй, обыграв в пяти сетах Радека Штепанека. В июле Аляж повторно победил на «челленджере» в Тоди, а затем вышел в четвертьфинал турнира АТП в Гамбурге. Сезон он завершил в топ-50, заняв 45-ю позицию рейтинга.
Бедене неплохо начал сезон 2016 года, выйдя в полуфинал турнира в Ченнаи, но далее на пяти турнирах он выиграл только один матч. На время прервать неудачную серию удалось на «челленджере» в Ирвинге, на котором он вышел в финал, но далее в основном туре он продолжил выступать неудачно. В мае на Открытом чемпионате Франции Бедене смог впервые выйти в третий раунд Большого шлема.
2017 год он начал с выхода в четвертьфинал турнира в Ченнае. В марте он выиграл «челленджер» в Ирвинге, а в апреле два «челленджера»: в Софии-Антиполисе и Барлетте. Эти результаты позволили ему закрепиться в топ-100 мирового рейтинга. Набрав хорошую форму, Бедене прошёл через квалификацию на турнир АТП в Будапеште. С учётом отборочных раундов он смог выиграть шесть матчей и выйти в финал, доведя общий счёт побед подряд до 16-ти. В решающем матче его серия прервалась поражением от Люки Пуя — 3-6, 1-6. В июне Аляж смог выйти в 1/4 финала в Хертогенбосе и третий раунд Уимблдонского турнира, оба раз проиграв Жилю Мюллеру. На последующих турнирах до конца сезона он не мог преодолеть второй раунд.

### 2018—2021

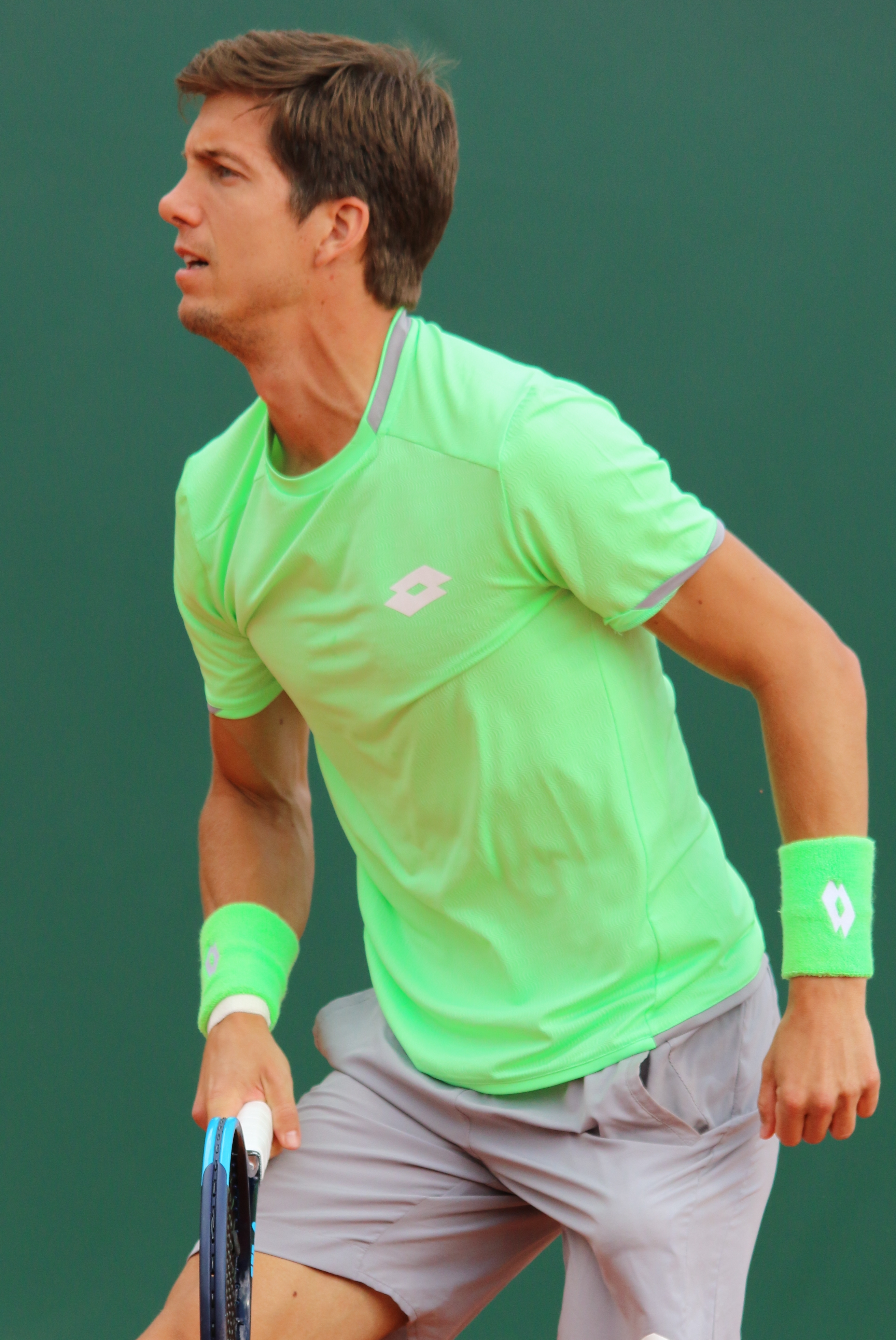
Бедене на Ролан Гаррос 2019 года

С 2018 года Бедене вновь стал выступать под флагом родной для себя Словении. В феврале на турнире в Буэнос-Айресе, Аляж успешно сыграл и вышел в финал, где уступил первому сеянному на турнире Доминику Тиму из Австрии — 2-6, 4-6. Это позволило Аляжу подняться на самую высокую позицию в рейтинге — 43-е место. В четвертьфинале открытого чемпионата Рио-де-Жанейро, в середине февраля, уступил дорогу к титулу сопернику из Италии Фабио Фоньини. Следующим заметным результатом словенца стал выход в полуфинал турнира в Будапеште в апреле. В мае на турнире серии Мастерс в в Риме Бедене впервые смог пройти теннисиста из топ-10 — во втором раунде он победил на отказе от продолжения матча после первого сета № 7 в мире Кевина Андерсона. В сентябре Бедене удалось завоевать титул на французском «челленджере» в Орлеане, где переигрывал своего французского визави Антуана Оана со счетом 4-6, 6-1, 7-6.
В феврале 2019 года Бедене вышел в четвертьфинал турнира в Кордове, а затем дошёл до полуфинала турнира в Рио-де-Жанейро, но снялся с турнира. Летом он сыграл в четвертьфинале в Умаге и выиграл турнир более младшей серии «челленджер» в Портороже. На Открытом чемпионате США Бедене впервые дошёл до третьего раунда, но проиграл Александру Звереву в четырёх сетах. В сентябре Бедене смог выйти в свой четвёртый финал в Туре, который вновь закончился поражением. На этот раз в борьбе за титул он смог навязать борьбу Жо-Вильфриду Тсонге, но все-таки проиграл со счётом 7-6(4), 6-7(4), 3-6. На последнем для себя турнире в сезоне — в Вене его результатом стал выход в 1/4 финала.
В январе 2020 года Бедене вышел в четвертьфинал турнира в Дохе. В феврале на зальном турнире в Роттердаме он также вышел в четвертьфинал, обыграв во втором раунде № 6 в мире Стефаноса Циципаса — 7-5, 6-4. Осенью Бедене вновь сыграл с Циципасом в матче третьего раунда Открытого чемпионата Франции и на этот раз уступил ему, не доиграв матч в третьем сете после двух проигранных.

## Рейтинг на конец года
| Год  | Одиночный рейтинг | Парный рейтинг |
| 2020 | 58                | 376            |
| 2019 | 58                | 452            |
| 2018 | 67                |                |
| 2017 | 49                | 550            |
| 2016 | 101               | 248            |
| 2015 | 45                | 532            |
| 2014 | 145               |                |
| 2013 | 95                | 150            |
| 2012 | 86                | 361            |
| 2011 | 165               | 349            |
| 2010 | 540               |                |
| 2009 | 303               | 667            |
| 2008 | 1 665             |                |

По данным официального сайта ATP на последнюю неделю года.

## Выступления на турнирах

### Финалы турнировATPв одиночном разряде (4)

#### Поражения (4)
| Легенда                    |
| -------------------------- |
| Турниры Большого шлема (0) |
| Финал АТР-тура (0)         |
| ATP Мастерс 1000 (0)       |
| АТР 500 (0)                |
| АТР 250 (0)                |

| Титулы по покрытиям | Титулы по месту проведения матчей турнира |
| ------------------- | ----------------------------------------- |
| Хард (0)            | Зал (0)                                   |
| Грунт (0)           | Зал (0)                                   |
| Трава (0)           | Открытый воздух (0)                       |
| Ковёр (0)           | Открытый воздух (0)                       |

| №  | Дата             | Турнир                   | Покрытие | Соперник в финале  | Счёт              |
| 1. | 11 января 2015   | Ченнаи, Индия            | Хард     | Станислас Вавринка | 3-6 4-6           |
| 2. | 30 апреля 2017   | Будапешт, Венгрия        | Грунт    | Люка Пуй           | 3-6 1-6           |
| 3. | 18 февраля 2018  | Буэнос- Айрес, Аргентина | Грунт    | Доминик Тим        | 2-6 4-6           |
| 4. | 22 сентября 2019 | Мец, Франция             | Хард(i)  | Жо-Вильфрид Тсонга | 7-6(4) 6-7(4) 3-6 |

### Финалы челленджеров и фьючерсов в одиночном разряде (27)

#### Победы (21)
| Титулы              |
| Челленджеры (16+1*) |
| Фьючерсы (5+2)      |

| Титулы по покрытиям | Титулы по месту проведения матчей турнира |
| ------------------- | ----------------------------------------- |
| Хард (5*)           | Зал (1+1)                                 |
| Грунт (16+2)        | Зал (1+1)                                 |
| Трава (0)           | Открытый воздух (20+2)                    |
| Ковёр (0+1)         | Открытый воздух (20+2)                    |

* количество побед в одиночном разряде + количество побед в парном разряде.
| №   | Дата             | Турнир                          | Покрытие | Соперник в финале | Счёт            |
| 1.  | 16 августа 2009  | Пьештяни, Словакия              | Грунт    | Мартин Фафль      | 6-0 2-0 — отказ |
| 2.  | 22 августа 2009  | Санкт-Пёльтен, Австрия          | Грунт    | Бенуа Пер         | 6-4 6-0         |
| 3.  | 6 сентября 2009  | Вельс, Австрия                  | Грунт    | Николас Райзиг    | 6-1 6-2         |
| 4.  | 18 октября 2009  | Дубровник, Хорватия             | Грунт    | Аттила Балаж      | 6-2 7-6(11)     |
| 5.  | 15 ноября 2009   | Анталья, Турция                 | Грунт    | Алдин Шеткич      | 6-2 6-1         |
| 6.  | 3 апреля 2011    | Барлетта, Италия                | Грунт    | Филиппо Воландри  | 7-5 6-3         |
| 7.  | 3 марта 2012     | Касабланка, Марокко             | Грунт    | Николя Девильде   | 7-6(6) 7-6(4)   |
| 8.  | 8 апреля 2012    | Барлетта, Италия                | Грунт    | Потито Стараче    | 6-2 6-0         |
| 9.  | 17 июня 2012     | Кошице, Словакия                | Грунт    | Симон Гройль      | 7-6(1) 6-2      |
| 10. | 29 июля 2012     | Ухань, Китай                    | Хард     | Жослан Уанна      | 6-3 4-6 6-3     |
| 11. | 12 мая 2013      | Рим, Италия                     | Грунт    | Филиппо Воландри  | 6-4 6-2         |
| 12. | 15 сентября 2013 | Баня-Лука, Босния и Герцеговина | Грунт    | Диего Шварцман    | 6-3 6-4         |
| 13. | 6 июля 2014      | Тоди, Италия                    | Грунт    | Мартон Фучович    | 2-6 7-6(4) 6-4  |
| 14. | 22 марта 2015    | Ирвинг, США                     | Хард     | Тим Смычек        | 7-6(3) 3-6 6-3  |
| 15. | 9 мая 2015       | Рим, Италия                     | Грунт    | Адам Павласек     | 7-5 6-2         |
| 16. | 12 июля 2015     | Тоди, Италия                    | Грунт    | Николас Киккер    | 7-6(3) 6-4      |
| 17. | 19 марта 2017    | Ирвинг, США                     | Хард     | Михаил Кукушкин   | 6-4 3-6 6-1     |
| 18. | 9 апреля 2017    | София-Антиполис, Франция        | Грунт    | Бенуа Пер         | 6-2 6-2         |
| 19. | 16 апреля 2017   | Барлетта, Италия                | Грунт    | Гаштан Элиаш      | 7-6(4) 6-3      |
| 20. | 30 сентября 2018 | Орлеан, Франция                 | Хард(i)  | Антуан Оан        | 4-6 6-1 7-6(6)  |
| 21. | 18 августа 2019  | Порторож, Словения              | Хард     | Виктор Дурасович  | 7-5 6-3         |

#### Поражения (6)
| №  | Дата            | Турнир                      | Покрытие | Соперник в финале  | Счёт           |
| 1. | 7 июня 2009     | Марибор, Словения           | Грунт    | Марко Ткалец       | 7-5 3-6 4-6    |
| 2. | 18 июля 2009    | Тельфс, Австрия             | Грунт    | Йоханнес Агер      | 3-6 6-7(2)     |
| 3. | 9 мая 2010      | Добой, Босния и Герцеговина | Грунт    | Михал Шмид         | 7-5 2-6 6-7(4) |
| 4. | 16 октября 2011 | Солин, Хорватия             | Грунт    | Ник ван дер Мер    | 6-3 4-6 2-6    |
| 5. | 22 июля 2012    | Аньнин, Китай               | Грунт    | Грега Жемля        | 6-1 5-7 3-6    |
| 6. | 20 марта 2016   | Ирвинг, США                 | Хард     | Марсель Гранольерс | 1-6 1-6        |

### Финалы челленджеров и фьючерсов в парном разряде (6)

#### Победы (3)
| №  | Дата             | Турнир                 | Покрытие | Партнёр       | Соперники в финале                 | Счёт                |
| 1. | 25 января 2009   | Зальцбург, Австрия     | Ковёр(i) | Андрей Мартин | Геральд Мельцер Николас Райзиг     | 6-3 6-2             |
| 2. | 22 августа 2009  | Санкт-Пёльтен, Австрия | Грунт    | Андраж Бедене | Паскаль Брюннер Михаэль Линцер     | 6-4 6-3             |
| 3. | 25 сентября 2011 | Любляна, Словения      | Грунт    | Грега Жемля   | Роберто Баутиста Агут Иван Наварро | 6-3 6-7(10) [12-10] |

#### Поражения (3)
| №  | Дата             | Турнир             | Покрытие | Партнёр          | Соперники в финале                    | Счёт           |
| 9. | 1 июня 2012      | Блед, Словения     | Грунт    | Грега Жемля      | Мислав Хижак Тристан-Самуэль Вайзборн | Без игры       |
| 2. | 7 июля 2013      | Порторож, Словения | Хард     | Блаж Рола        | Марин Драганя Мате Павич              | 3-6 6-1 [5-10] |
| 3. | 22 сентября 2013 | Трнава, Словакия   | Грунт    | Ярослав Поспишил | Марин Драганя Мате Павич              | 5-7 6-4 [6-10] |